# Zips (Pegnitz)
Zips (oberfränkisch: Zitz oder Zütz)  ist ein Gemeindeteil der Stadt Pegnitz im Landkreis Bayreuth (Oberfranken, Bayern). Die Gemarkung Zips hat eine Fläche von 10,010 km². Sie ist in 1442 Flurstücke aufgeteilt, die eine durchschnittliche Flurstücksfläche von 6941,54 m² haben. In ihr liegen neben dem namensgebenden Ort die Gemeindeteile Langenreuth und Stemmenreuth.

## Geografie
Das Dorf liegt am Zipser Mühlbach nördlich vom Zipser Berg an der Bundesstraße 2, die nach Buchau (2,4 km westlich) bzw. nach Schnabelwaid führt (3,5 km nördlich). Parallel dazu verläuft die Bahnstrecke Nürnberg–Cheb. Gemeindeverbindungsstraßen führen nach Langenreuth (1,4 km nördlich), nach Pegnitz zur Staatsstraße 2162 (3,2 km südwestlich), nach Stemmenreuth (1,2 km südöstlich), nach Neuhof zur Staatsstraße 2403 (1,9 km südlich).

## Geschichte
Zuerst 1196 (o. früher) im Namen „Heinrici de Zubize“ urkundlich belegt. 1227 wurde ein „Ebirhardus Zueptzer“ genannt. 1385 begegnet die Form „in Zuebtz“. Die Grundform des Ortsnamens ist entweder *Čubьcь oder *Čubica zu frühslawischem *čubъ ‘Schopf’, toponymisch ‘Gipfel, Erhebung’ oder *Sъpica zu slawischem *sъpъ ‘Haufen, Wall’.
Zips unterstand bis 1780 dem brandenburg-bayreuthischen Oberamt Pegnitz, danach für kurze Zeit dem Oberamt Creußen. Von 1791/92 bis 1810 waren das preußische Justiz- und Kammeramt Pegnitz die übergeordneten Institutionen. Danach kam die gesamte Region an das Königreich Bayern.
Mit dem Gemeindeedikt (frühes 19. Jahrhundert) wurde Zips dem Steuerdistrikt Schnabelwaid zugewiesen. Zugleich wurde die Ruralgemeinde Zips gebildet, zu der Arnoldsreuth, Craimoos, Gößmannsreuth, Langenreuth, Neumühle, Preunersfeld, Schmellenhof, Schönfeld und Stemmenreuth gehörten. Die Gemeinde unterstand in Verwaltung und Gerichtsbarkeit dem Landgericht Schnabelwaid.
Am 30. Dezember 1971 kam es auf der Bahnstrecke Nürnberg–Cheb 200 Meter südlich von Zips zu einem schweren Zugunglück. Eine einzeln auf dem falschen Gleis verkehrende Diesellokomotive des Typs V 10020 stieß frontal mit einem entgegenkommenden Güterzug zusammen, der von einer Dampflokomotive der Baureihe 50 geführt wurde. Dabei kamen drei Personen ums Leben.
Am 1. Januar 1973 wurde das gemeindefreie Gebiet Schnabelwaider Kütschenrain aufgelöst und in die Gemeinde Zips eingegliedert. Im Rahmen der Gebietsreform in Bayern wurde die Gemeinde am 30. April 1978 aufgelöst: Zips wurde mit Langenreuth und Stemmenreuth in die Stadt Pegnitz eingegliedert, die übrigen Gemeindeteile kamen an den Markt Schnabelwaid.

## Baudenkmäler
- Haus Nr. 46: Ehemaliges Hirtenhaus